# Clyde Tomb von Kindrochat

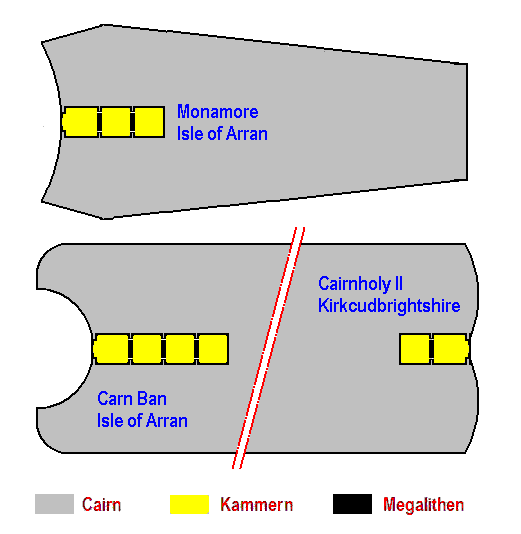
Prinzipskizze von Clyde Tombs

Das Clyde Tomb von Kindrochat (auch Kindrochet) westlich des West Dundurn Wood (Wald) beziehungsweise östlich von St. Fillans in Perth and Kinross in Schottland gehört zu einer kleinen Gruppe von Megalithanlagen des Typs Clyde Tomb (auch Rottenreoch bei Crieff), die abseits der vor allem in Argyll and Bute verbreiteten Hauptgruppe der Clyde Tombs liegen.
Der gestörte Clyde Cairn liegt etwa 300 m südlich des Bauernhauses Kindrochat. Er besteht aus einer Menge von Steinen und Geröll, bei der aber verschiedene Funktionen beziehungsweise drei Kisten gut unterschieden werden können. Kindrochat wurde 1929 und 1930 von G. V. Childe (1892–1957) ausgegraben. Er stellte eine größte Breite von etwa 11 m und eine Länge von 41 m innerhalb der Randsteinkante fest. Auf der langen West-Ost orientierten Achse enthielt die Anlage drei Steinkisten (englisch cists). Die zentrale enthielt eine blattförmige Pfeilspitze.
Die Maße des Cairns sind irreführend, da er durch Lesesteine verbreitert wurde. V. G. Childes Gräben wurden offen gelassen und die meisten Orthostaten sind erkennbar, aber die Randsteine sind nicht mehr sichtbar.